# Upshur megye (Texas)
Upshur megye az Amerikai Egyesült Államokban, azon belül Texas államban található. Megyeszékhelye és legnagyobb városa Gilmer. Lakosainak száma 40 892 fő (2020. április 1.). Upshur megye Camp, Gregg, Smith, Morris, Marion, Harrison és Wood megyékkel határos.

## Népesség
A megye népességének változása:
| Lakosok száma | 39 397 | 39 832 | 40 005 | 39 884 | 40 603 | 40 892 |
|               | 2010   | 2011   | 2012   | 2013   | 2015   | 2020   |